# Riccardo Cassini
Riccardo Cassini (Napoli, 15 dicembre 1960) è uno scrittore e autore televisivo italiano.

## Biografia
Nato a Napoli, dopo aver lavorato come venditore d'auto si trasferisce a Roma dove apre un pub a Trastevere. Durante una serata per comici dilettanti, un suo monologo sulla Nutella venne notato dal regista Lisi Natoli, che lo invitò a partecipare al concorso Riso in Italy, che venne poi vinto da Cassini. La vittoria gli fece guadagnare l'invito come ospite al Maurizio Costanzo Show e la pubblicazione del suo monologo con la Panini Editore, nella collana Comix Pillole. Il libro, intitolato Nutella Nutellæ, grazie anche al prezzo di copertina estremamente basso (1.000 lire) vendette oltre un milione di copie diventando un caso editoriale. Visto il successo, l'anno successivo Cassini pubblicò un seguito, Nutella 2 - La vendetta, che ricalcava la struttura del precedente.

## Televisione
Come autore televisivo ha lavorato con Fiorello nelle trasmissioni di Rai 1 Stasera pago io (dal 2001 al 2004) e Il più grande spettacolo dopo il weekend (2011), oltre a Fiorello Show (2009) trasmesso da Sky Uno. È stato autore per Giorgio Panariello nei varietà Torno sabato, Ma il cielo è sempre più blu e Panariello sotto l'albero (Rai 1), Panariello non esiste (Canale 5), e per Enrico Brignano negli spettacoli  Il meglio d'Italia (Rai 1) e  Enricomincio da me (Rai 2).

## Opere
- Nutella Nutellæ - racconti poliglotti, 1993
- Nutella 2 - La vendetta, 1994
- Il buco nello zoo , 1996
- Jean-Jacques dormì e Jean-Jacques russò, 1997
- Era buio pesto alla genovese, 1998
- Veni, vidi, WC, 1998
- Il piccolo libro della Nutella, 2000